# Aragóniai Johanna foix-i grófné
Aragóniai Johanna (Daroca, Aragónia, 1375. október – Valencia, 1407. szeptember 13.), katalánul: Joana d'Aragó, spanyolul: Juana de Aragón, occitánul: Joana d'Aragon, aragón királyi hercegnő (infánsnő), aragón trónkövetelő, Foix grófnéja. Bar Jolán aragóniai királyné mostohalánya és Aragóniai Jolán aragón infánsnőnek, I. Renátusz nápolyi király anyjának a nővére. A Barcelonai-ház aragón királyi ágának a tagja.

## Élete
I. (Vadász) János (1350–1396) aragón trónörökösnek (1387-től aragón királynak) és 1. feleségének, Mattea (Márta, Mária) (1347–1378) armagnaci grófnőnek, I. János armagnaci gróf lányának az egyetlen nagykorúságot megért gyermeke. Nagyapja, IV. (Szertartásos) Péter (1319–1387) aragón király életében született, és 11 éves volt, amikor a nagyapja meghalt, és trónra lépett az apja 1387. január 5-én.
A sok édes- és félestvére közül csak egy féltestvére, apjának második, Jolánnal, Bar hercegnőjével kötött házasságából származó másik lánya, Jolán infánsnő érte meg a nagykorúságot, és bár Johanna volt az elsőszülött, a száli frank jog szerint I. (Vadász) János aragón király halála (1396) után a lányai nem örökölhették az aragón trónt, így Johanna hercegnő sem. Annak ellenére, hogy a Barcelonai-ház egy nőuralom révén szerezte meg az Aragón Királyságot 1137-ben, amikor I. Petronilla (1136–1174) aragón királynő feleségül ment IV. Rajmund Berengárhoz (1113–1162), Barcelona grófjához, az utódaik számára megtiltották a nők trónöröklési jogát, és a Barcelonai Grófságban érvényes száli frank trónöröklést vezették be Aragóniában is, ami ellentétes volt a hispániai hagyományokkal, hiszen a szomszédos Kasztíliában és Navarrában a nők is örökölhették a trónt. A nőket a trónöröklésből kizáró törvény Aragóniában 1502-ig volt érvényben, amikor az Aragón Gyűlés, a Corts II. Ferdinánd aragóniai király másodszülött lányát, (Őrült) Johannát, annak jelenlétében trónörökösnek nyilvánította, aki apja halála (1516) után valóban Aragónia királynője lett, annak ellenére is, hogy „betegsége miatt” hivatalosan sohasem iktatták be, és helyette elsőszülött fia, Habsburg Károly uralkodott. A nőket a trónöröklésből kizáró rendelkezést vitatta Johanna mostohaanyja, Bar Jolán királyné is, bár ő nem mostoha-, hanem édeslányára gondolt csak, de ekkor még reménykedhetett egy egészséges és életerős fiú születésében, aki automatikusan megelőzte volna Johannát, valamint a Barcelonai-ház minden férfi tagját, és a trónöröklésben első helyen állt volna. Jolán királyné egyetlen csecsemőkort túlélt fia, Jakab (1382–1388) infáns, aki apja trónra lépése (1387) után trónörökös lett, egy évvel később hatévesen meghalt.
János király 1392. június 4-én Barcelonában feleségül adta a 16 éves lányát I. Mátyáshoz, Foix grófjához.
1396. május 19-én váratlanul, fiúgyermekek hátrahagyása nélkül 45 évesen meghalt a 21. életévébe lépett Johanna apja, és nem volt, aki a trónt betöltse, mert a Barcelonai-ház rangidős férfi tagja, az elhunyt János király testvéröccse, Idős Márton aragón infáns nem tartózkodott ekkor Aragóniában, hiszen a fiánál, Ifjú Mártonnál és a menyénél, I. Máriánál, a szicíliai királyi párnál Szicília szigetén „vendégeskedett”, ugyanis valójában ő volt Szicília tényleges ura és kormányzója, mert ő volt az 1392-ben kezdődött aragón invázió vezére, amely Szicília pacifikációját és lázadó báróinak a királyi hatalom alá vonását szerette volna elérni. A trónöröklés rendezetlensége és a férfi örökös távolléte lehetőséget adott a kiskapuk igénybe vételére és a lehetséges trónkövetelők jelentkezésére. Elsőként az özvegy királyné, Bar Jolán jelentette be, hogy újabb gyermeket vár, hiszen a szokások értelmében az özvegy királynét megkérdezték ilyenkor, hogy terhesnek érzi-e magát vagy sem, mert ez esetben meg kell várni a születendő gyermek érkezését, aki ha fiú lenne, megelőzné János öccsét, Idős Mártont a trónöröklésben. A királyné azonban az év elején hozott világra egy másik lányt, bár az újszülött hamarosan meghalt, így az özvegy királyné sógornője, Luna Mária, aki férje távollétében átvette a régensséget, rögtön átlátta a helyzetet, lehetetlennek nyilvánítva az újabb gyermekvárást, és leleplezte Jolán királyné álterhességét. Az özvegy királyné ekkor még egy meghökkentő javaslattal állt elő, és egyetlen lányának, Jolán hercegnőnek az öröklését szerette volna elérni, de ez nemcsak annak mondott ellent, hogy nők nem örökölhették a trónt, hanem az elsőszülöttségi jognak is, hiszen Jolán infánsnő csupán a másodszülött volt, és Johanna volt az idősebb lány. Éppen ezért Johanna férje, Mátyás foix-i gróf be is jelentette trónigényét felesége nevében, és seregei élén be is vonult Aragóniába, hogy érvényesíthesse feleségei jogait. Luna Mária királyné ekkor is határozottan cselekedett, és az elhunyt sógora vejének csapatait kiverte az országból, ráadásul Mátyás birtokainak egy részét, így Andorrát is elfoglalta ezért a hazatérő férje a következő (1397) évben már akadálytalanul foglalhatta el az aragón trónt, melyet felesége erőteljes intézkedéseinek köszönhetett.
Johanna és férje nem mondtak le a trón elfoglalásának tervéről, csak a kedvező alkalomra vártak, és újabb sereget gyűjtöttek. 1398. nyarán Mátyás gróf még egy kísérletet tett a trón megszerzésére, és elfoglalt birtokainak felszabadítására, de még mielőtt elkezdhette volna az újabb inváziót, váratlanul meghalt, és most az ő örökségéért indult meg a küzdelem, hiszen házassága Johannával gyermektelen maradt.
Nővére, Izabella (Erzsébet; 1361–1428), aki Archambaud (Arquimbald) de Graillyvel (1430/45–1412), Bénauges algrófjával kötött házasságot, örökölte Johanna elhunyt férjének birtokait, és csak hosszú és kitartó erőfeszítések árán után tudta visszaszerezni az aragón király által elfoglalt és lefoglalt területeket.
Az özvegy Johanna végül elfogadta nagybátyjának az Aragón Korona országai feletti uralmát, visszatért hazájába, nem ment többé férjhez, így nem hagyott hátra utódokat, és Valencia városában halt meg 1407. szeptember 13-án. Húga, Jolán infánsnő, aki ekkor már házassága révén címzetes nápolyi királyné és Anjou hercegnéje lett, vitathatatlanul János király egyetlen örökösévé lépett elő, és bár Idős Márton király haláláig nem lépett fel nyíltan nagybátyja uralma ellen, de anyja, Márton sógornője, özvegy Jolán királyné arra próbálta rávenni a fia, Ifjú Márton halálával (1409) újabb örökösödési válság elé néző Aragónia uralkodóját, hogy az ő és János király kiskorú unokáját, Anjou Lajos herceget tegye meg örökösévé, annak ellenére, hogy Idős Márton király a saját unokáját, elhunyt fiának fattyú, de törvényesített fiát, a szintén kiskorú Frigyest szerette volna a trónon látni, bár mindkét elképzelés sértette a hatályos trónöröklési szabályokat. Végül hosszas és véres küzdelmek után Idős Márton és Vadász János unokaöccsét, Johanna elsőfokú unokatestvérét, Ferdinánd kasztíliai infánst választották 1412-ben Aragónia királyává.